# مهرجان معبد ملوك هونغ

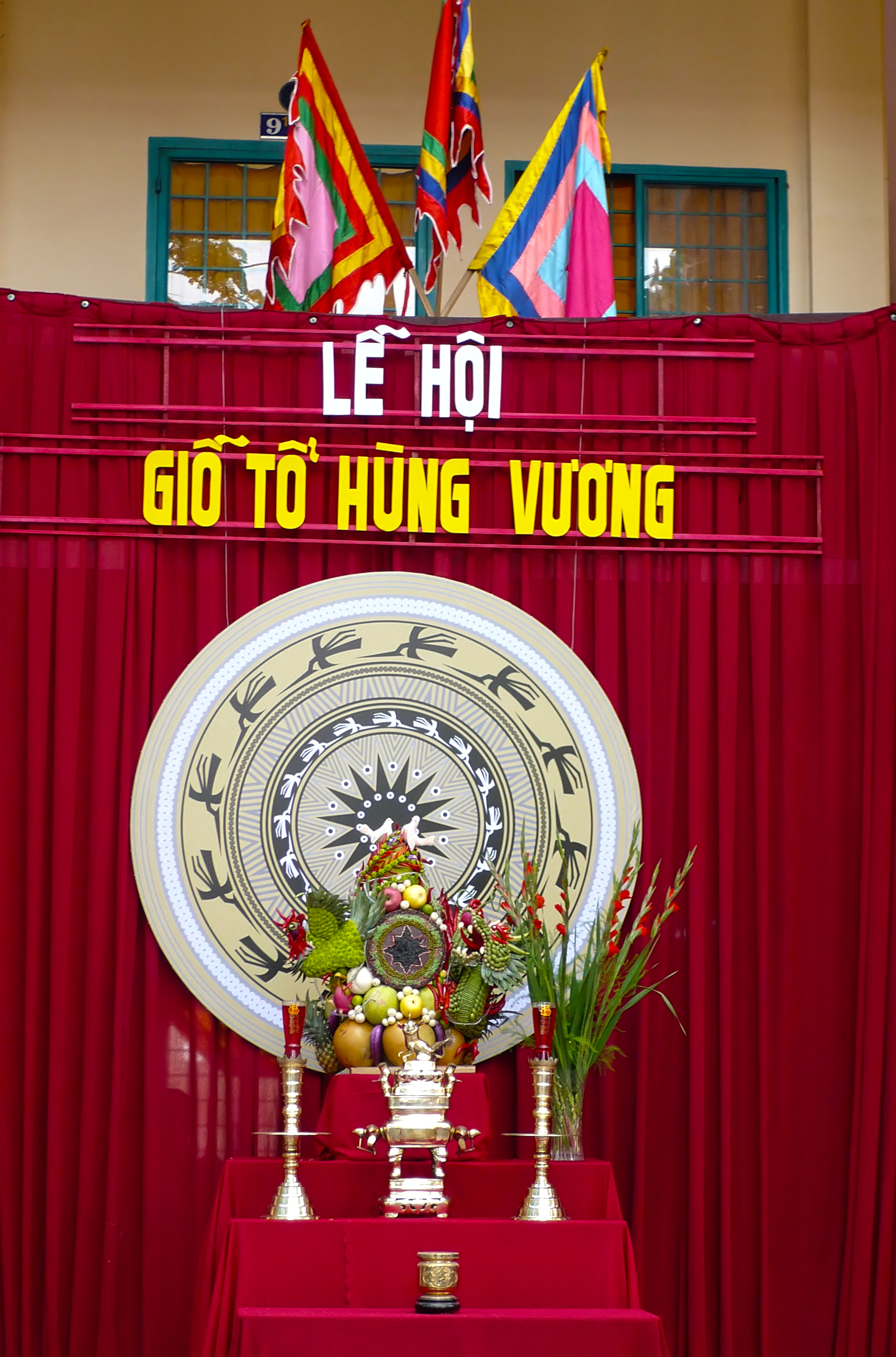
مذبح هونغ فونج في جيو تو هونغ فونج في إحدى المدارس

مهرجان معبد ملوك هونغ ((بالفيتنامية: Giỗ Tổ Hùng Vương أو Lễ hội đền Hùng)‏) هو مهرجان فيتنامي يُقام سنويًا من اليوم الثامن إلى اليوم الحادي عشر من الشهر القمري الثالث تكريمًا لملوك هونغ فونج أو ملوك هونغ. اليوم الرئيسي للمهرجان، الذي أصبح عطلة رسمية في فيتنام منذ عام 2007، هو في اليوم العاشر.
على الرغم من أن الاسم الرسمي هو ذكرى وفاة ملوك هونغ (فيتنامية: Giỗ Tổ Hùng Vương)، إلا أن المهرجان لا يحدد أي تاريخ محدد لوفاة أي ملك هونغ.

## المهرجان

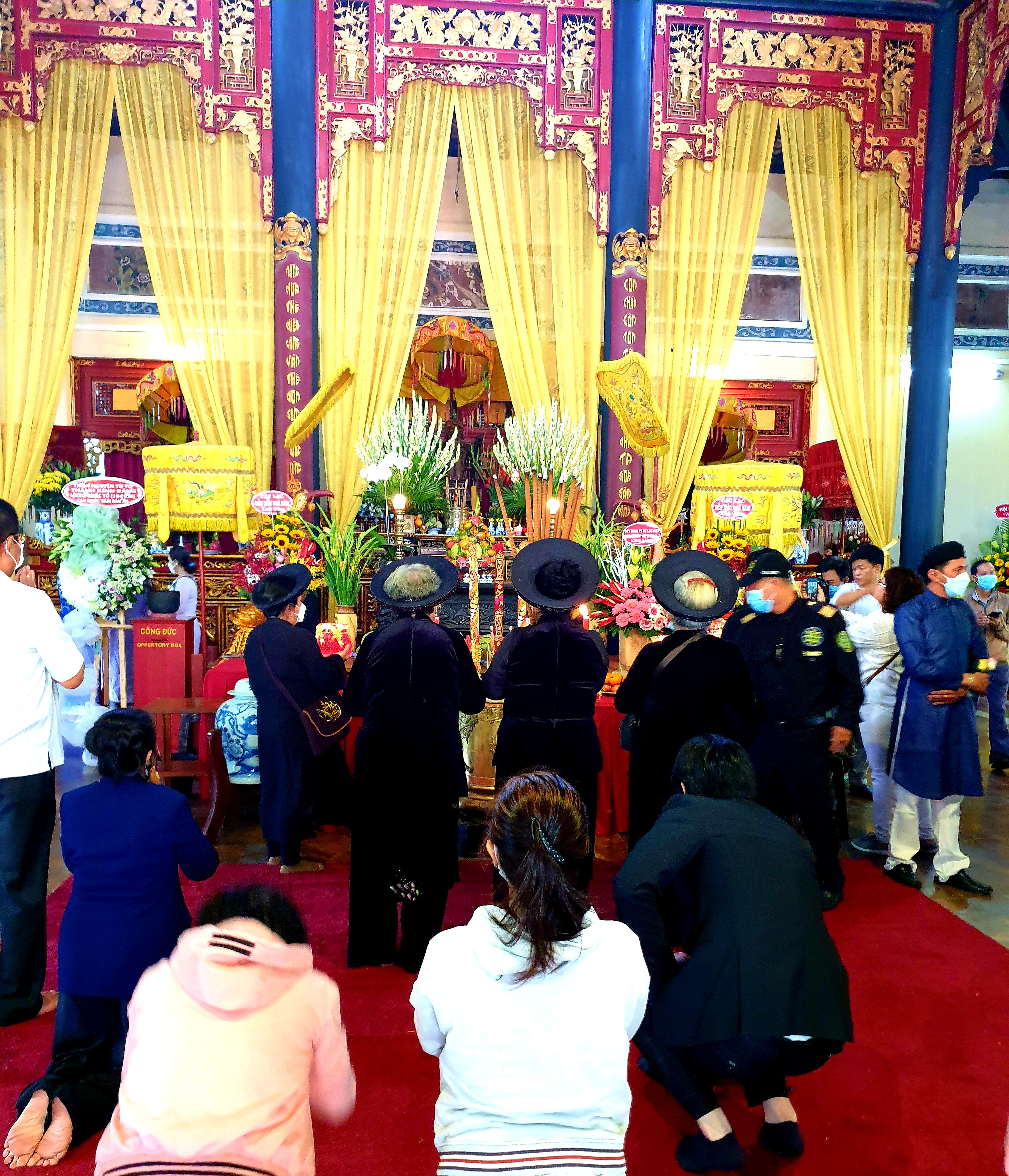
الناس يعبدون ملوك هونغ في معبد ملوك هونغ، هوشي منه

الغرض من هذا الحفل هو التذكر والإشادة بملوك هونغ الذين هم المؤسسون التقليديون والملوك الأوائل للأمة. بدأ المهرجان كعطلة محلية، لكنه أصبح معروفًا كعطلة وطنية بدءًا من عام 2007. في عام 2016، بلغ إجمالي عدد الزوار إلى المهرجان سبعة ملايين.

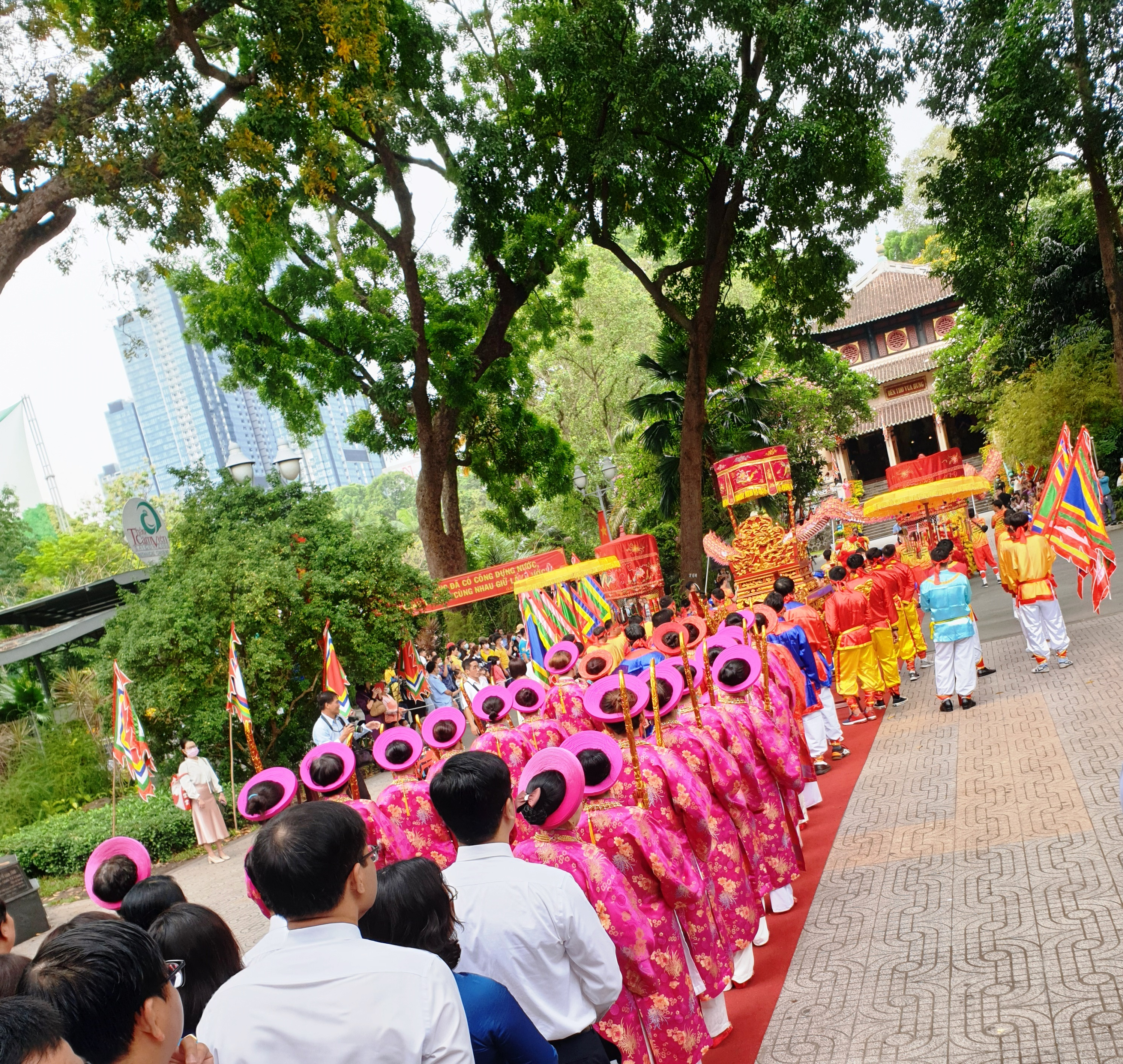
موكب احتفالي لملوك هونغ

## الحفل الكبير

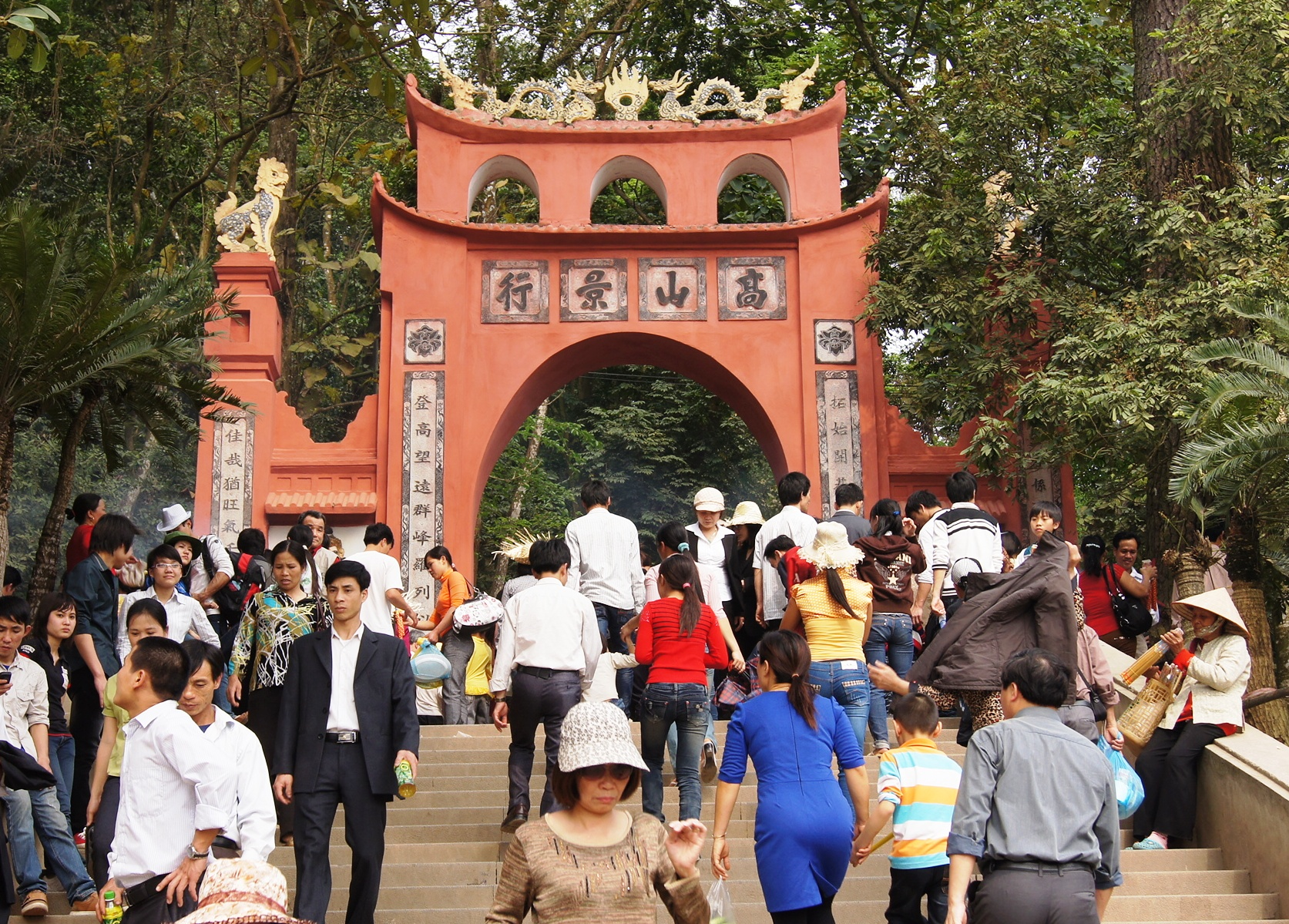
الناس يقومون بالحج إلى معبد هونغ في Giỗ Tổ Hùng Vương

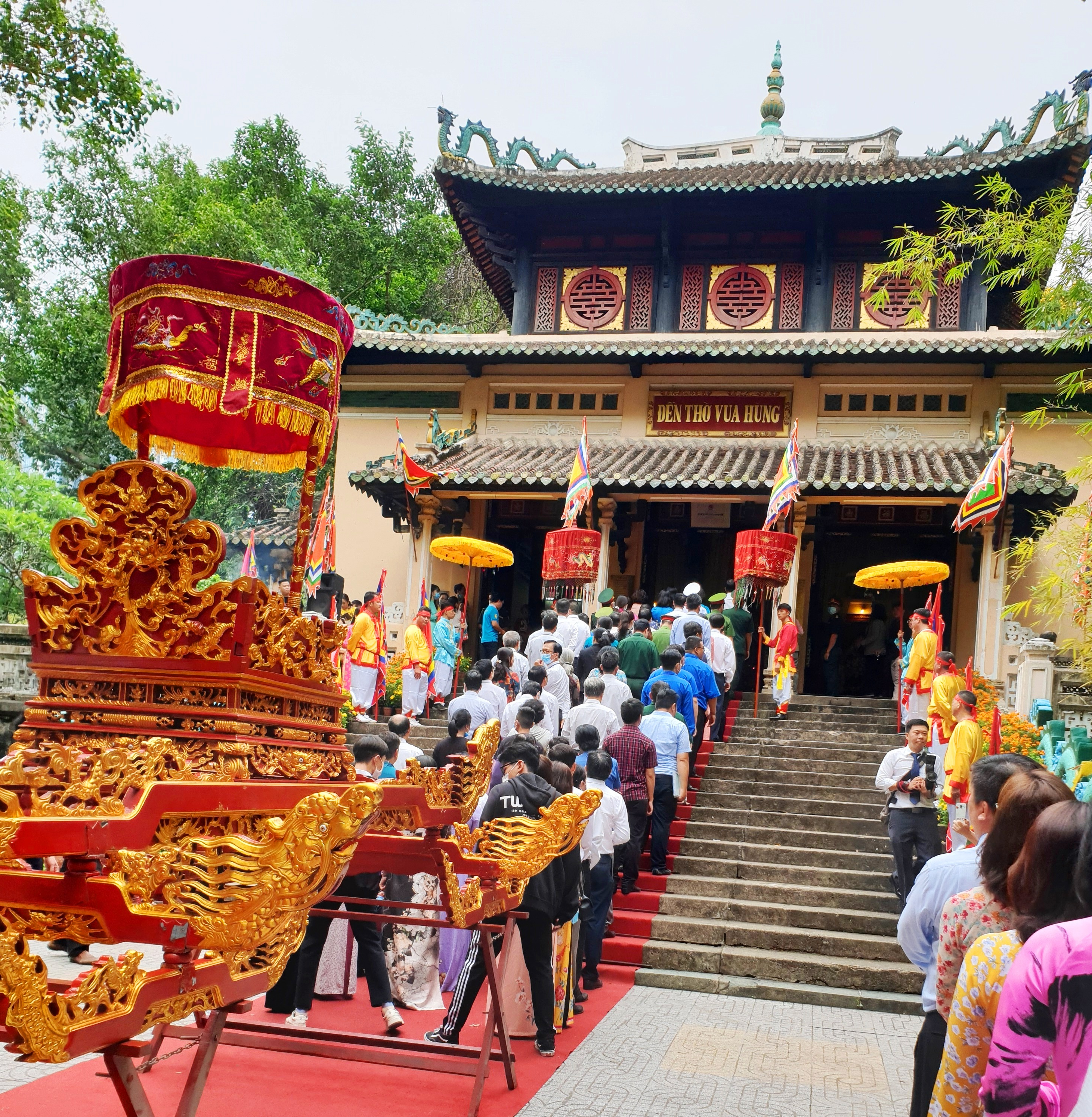
الناس يأتون للعبادة في معبد ملوك هونغ

يقام الحفل على مدى عدة أيام، لكن اليوم العاشر من الشهر يعتبر الأهمية الأكبر. يبدأ الموكب من سفح الجبل، ويتوقف في كل معبد صغير قبل الوصول إلى المعبد العالي. هنا، يقدم الحجاج الصلوات والبخور لأسلافهم.